# Thadeuíte
A thadeuíte é um mineral do grupo dos fosfatos, com fórmula química (Ca,Mn2+)(Mg,Fe2+,Mn3+)3(PO4)22(OH,F)2. Cristaliza no sistema ortorrômbico, com clivagem distinta segundo [010]. Possui cor amarela alaranjada, hábito granular, lustre vítreo, risca branca e dureza entre 3.5 e 4. A sua densidade é igual a 3.27 kg/m3. Foi descoberto encontrado pela primeira vez nas Minas da Panasqueira, concelho da Covilhã, Portugal.
Trata-se de um mineral primário que se forma na orla de filões hidrotermais a temperaturas entre os 230 e 360 ºC e pressões que variam entre os 100 e os 1 000 bar.
Este mineral foi baptizado em homenagem a Décio Thadeu (1919-1995), professor de geologia do Instituto Superior Técnico de Lisboa, Portugal.